# Szachmatnyj żurnał
Szachmatnyj Żurnał – rosyjskie czasopismo szachowe wychodzące w Petersburgu w latach 1891–1903. Pierwszym redaktorem pisma był P.Otto. W latach 1894–1898 redagował je E.Schifferes. Pismo nie odgrywało wielkiej roli w rozwoju myśli szachowej z powodu ataków na Michaiła Czigorina. 